# Вишневецький Олександр Миколайович
Олександр Миколайович Вишневецький (10 листопада 1950, село Богуслав, тепер Павлоградського району, Дніпропетровської області) — український радянський діяч, секретар парткому заводу «Ленінська кузня» міста Києва. Член ЦК КПРС у 1990—1991 роках.

## Життєпис
У 1973 році закінчив Миколаївський кораблебудівний завод.
У 1973—1974 роках — майстер заводу «Ленінська кузня» міста Києва.
У 1974—1979 роках — секретар комітету комсомолу заводу «Ленінська кузня» міста Києва.
Член КПРС з 1975 року.
У 1979—1987 роках — заступник начальника цеху, заступник начальника виробничо-диспетчерського відділу заводу «Ленінська кузня» міста Києва.
У 1987—1991 роках — секретар партійного комітету (парткому) заводу «Ленінська кузня» міста Києва.
Подальша доля невідома.